# (5009) Séthi
(5009) Séthi, désignation internationale (5009) Sethos, est un astéroïde de la ceinture principale.

## Description
(5009) Séthi est un astéroïde de la ceinture principale. Il fut découvert par Cornelis Johannes van Houten et Tom Gehrels le 24 septembre 1960 à l'observatoire Palomar. Il présente une orbite caractérisée par un demi-grand axe de 2,308 UA, une excentricité de 0,1566 et une inclinaison de 1,48° par rapport à l'écliptique.
Il fut nommé en hommage à Séthi Ier, fils de Ramsès Ier, pharaon d'Égypte décrit par l'historien Hérodote dans ses Histoires.

## Compléments